# Mario Bava
Mario Bava (Sanremo, Itàlia, 31 de juliol de 1914 - Roma, 27 d'abril de 1980) va ser un director de cinema, de fotografia i guionista italià. És considerat com el mestre del cinema fantàstic italià i el creador del gènere anomenat giallo.

## Biografia[1]
Mario Bava va agafar la passió pel cinema pel seu pare. Aquest, escultor, va entrar al món del cinema el 1906 realitzant la portada d'una tomba per a una producció Pathé. Serà després cap-operador en produccions italianes. Tanmateix la primera vocació de Mario Bava és la pintura que estudia a Belles Arts.Però el 1939, comença la seva carrera en el cinema com a director de fotografia en dos curtmetratges de Roberto Rossellini. Ràpidament es converteix, gràcies a la qualitat dels seus enllumenats i la brillantor dels seus colors, en un dels caps operadors més cobejats d'Itàlia. Treballa, entre d'altres, al costat de Pabst, Dino Risi, Roberto Rossellini, Riccardo Freda o Raoul Walsh.
Quan Riccardo Freda abandona el rodatge de I Vampiri, Bava, que estava encarregat de la fotografia i dels efectes especials, li confien la direcció i acaba la pel·lícula en dos dies. Farà el mateix amb Caltiki  de Freda i La battaglia di Maratona de Jacques Tourneur i corealitza amb Pietro Francisci Els Treballs d'Hercules  i Hercules i la reina de Lidia abans que li confiin, el 1960,  La maschera del demonio. Bava s'allunya dels codis del cinema de vampirs i aconsegueix una pel·lícula expressionista, poètica i gòtica qui li permet accedir a un renom mundial. Però de seguida Bava abandona el fantàstic pel pèplum i els frescos en vestuari a  Ercole al centro della terra,  Gli invasori i Le meraviglie di Aladino. El 1962, Bava realitza la seva primera pel·lícula de suspens, La noia que sabia més del compte en el qual comença a llançar les bases del que serà el giallo abans de reprendre l'univers gòtic i sàdic del seu començament a La frusta e il corpo. El 1963, Bava coneix un nou èxit de públic amb la pel·lícula d'esquetxos, I tre volti della paura. L'any següent, realitza Sis dones per a l'assassí. Amb aquesta pel·lícula, que és sovint considerat com la seva obra mestra, on culmina el seu gust per les llums i els colors llampants i els decorats sobrecarregats, Bava signa l'acte fundacional del giallo.
Però, en aquesta època, a Itàlia, el western té els favors del públic. Bava ho intenta, sense èxit, amb La strada per Fort Alamo. Gràcies als èxits de públic als Estats Units de la maschera del demonio i de les I tre volti della paura , Bava signa un contracte de cinc pel·lícules de ciència-ficció per l'American International Pictures, però no en realitzarà més que una, Terrore nello spazio, de la que es recordarà Ridley Scott a Alien. Amb Operazione paura, Bava torna amb el cinema de terror i el fantàstic gòtic. El final dels anys 1960 i el començament dels anys 1970 és un període de forta activitat per a Bava que realitza una pel·lícula de vikings (I coltelli del vendicatore, una paròdia de pel·lícula d'espionatge amb Vincent Price (El spie vengono dal semifreddo, un èxit de públic (Diabolik), un pèplum (L'Odissea), gialli (Il rosso segno della follia, 5 bambole per la luna d'agosto i Reazione a catena), dues pel·lícules fantàstiques gòtico-macabres (Lisa e il diavolo i Gli orrori del castello di Norimberga, un policia realista (Cani arrabbiati i un western (Roy Colt e Winchester Jack). Però de totes aquestes pel·lícules només Diabolik va ser un èxit comercial, mentre Lisa e il diavolo i Cani arrabbiati ni tan sols van ser distribuïdes. A partir de 1974, Bava abandona el món del cinema. I és el seu fill, Lamberto Bava qui signa les últimes realitzacions del pare, un giallo Shock el 1977, i el 1978, un telefilm per a la RAI, La Venere d'Ille

## Filmografia[2]
- 1946: L'Orecchio
- 1947: Santa notte
- 1947: Legenda sinfonica
- 1947: Anfiteatro Flavio
- 1949: Variazioni sinfoniche
- 1954: Ulisses (Ulisse) (No surt als crèdits)
- 1956: I vampiri (No surt als crèdits)
- 1958: Le fatiche di Ercole
- 1959: Caltiki - il mostro immortale'" (No surt als crèdits)
- 1959: La batalla de Marató (La battaglia di Maratona) (No surt als crèdits)
- 1959: Ercole e la regina di Lidia
- 1960: La màscara del diable (La maschera del demonio)
- 1960: Esther i el rei (Esther and the King)
- 1961: L'ultimo dei Vikinghi (No surt als crèdits)
- 1961: Le meraviglie di Aladino
- 1961: Ercole al centro della terra
- 1961: Gli invasori
- 1963: La noia que sabia més del compte (La ragazza che sapeva troppo)
- 1963: I tre volti della paura
- 1963: La frusta e il corpo
- 1964: Sis dones per a l'assassí (Sei donne per l'assassino)
- 1964: La strada per Fort Alamo
- 1965: Terrore nello spazio
- 1966: Ringo del Nebraska (No surt als crèdits)
- 1966: I coltelli del vendicatore
- 1966: Operazione paura
- 1966: Le spie vengono dal semifreddo
- 1968: Diabolik
- 1970: 5 bambole per la luna d'agosto
- 1970: Il rosso segno della follia
- 1970: Roy Colt e Winchester Jack
- 1971: La badia de la sang (Reazione a catena)
- 1972: Gli orrori del castello di Norimberga
- 1972: Quante volte... quella notte
- 1973: La casa dell'esorcismo
- 1974: Cani arrabbiati
- 1974: Lisa e il diavolo
- 1977: Shock
- 1979: La Venere d'Ille (TV)